# 15 травня
15 травня — 135-й день року (136-й у високосні роки) в григоріанському календарі. До кінця року залишається 230 днів.

## Свята і пам'ятні дні

### Міжнародні
- ООН: Міжнародний день сім'ї
- ООН: Міжнародний день захисту клімату.
- Міжнародний день тих, хто відмовляється від військової служби за переконаннями совісті.
- День солом'яного бриля.

### Національні
- Україна: День сім'ї (з 2024)
- Парагвай: Національне свято Республіки Парагвай. День Незалежності (1811). День матері.
- Палестина: День Накба.
- Австрія: День Незалежності.
- Словенія,  США: День Збройних Сил.
- Литва: День Республіки. День Установчих зборів.
- Індія: День дерев.
- Болгарія: День пам'яті святого царя Бориса I.

### Професійні
- Колумбія,  Мексика,  Південна Корея: День вчителя.

### Релігійні

#### Християнство
- День Святого Ісидора.

Православні:
- Преподобного Пахомія Великого.
- Святителя Ісаї, єпископа Ростовського, чудотворця.
- Преподобного Ісаї Києво-Печерського.
- Преподобного Ахиллія, єпископа Лариссійського.

### Іменини
✙ Православні: Ісая
✝  Католицькі:

## Події
- 1648 — відбулася битва під Жовтими Водами між повсталими українськими козаками під керівництвом Богдана Хмельницького і авангардом військ Речі Посполитої (по 16 травня)
- 1848 — з цього дня, згідно з законом австрійського цісаря Фердинанда І від 17 квітня 1848, скасовувалися селянські повинності у Галичині (селянська реформа 1848)
- 1891 — Папа Римський Лев XIII видав енцикліку Rerum Novarum на підтримку прав робітників і заперечення класової боротьби, ця енцикліка склала підґрунтя християнської демократії
- 1905 — засновано Лас-Вегас
- 1940 — в США в продажу з'явились нейлонові панчохи
- 1948 — початок арабо-ізраїльської війни
- 1955 — у Відні представники СРСР, США, Великої Британії та Франції уклали Державний договір про відновлення незалежної і демократичної Австрії
- 1957 — Велика Британія розпочала операцію Grapple: у 8 милях (13 км) над атолом Молден здійснено вибух термоядерної бомби потужністю 300 кілотонн (у двадцять разів потужнішого за атомні бомби, які зруйнували Хіросиму і Нагасакі)[2]
- 1976 — авіакатастрофа Ан-24 під Черніговом, внаслідок якої загинули 52 особи — всі пасажири та члени екіпажу
- 1992 — згідно з наказом Міністра оборони України за № 76 була заснована газета «Флот України»
- 2022 — Український гурт Kalush Orchestra з треком «Стефанія» переміг у конкурсі Євробачення з великим відривом, здобувши рекордний 631 бал загалом від міжнародного журі та глядачів. Фронтмен Олег Псюк знайшов буквально кілька секунд після виступу Kalush Orchestra, щоб сказати: «Я прошу вас усіх. Допоможіть Маріуполю! Допоможіть Азовсталі просто зараз!» — закликав музикант підтримати захисників Маріуполя. Цей палкий заклик пролунав наживо в ефірі конкурсу, який дивляться мільйони глядачів.[3]

## Народились
Дивись також Категорія:Народились 15 травня
- 1625 — Карло Маратті, італійський художник доби бароко.
- 1628 — Карло Чіньяні, італійський живописець, представник болонської школи
- 1838 — Ніколає Григореску, румунський художник.
- 1845 — Ілля Мечников, український та французький науковець, один з основоположників порівняльної патології, еволюційної ембріології, імунології і мікробіології. Лауреат Нобелівської премії у галузі фізіології та медицини (1908.
- 1854 — Янніс Психаріс, грецький письменник та мовознавець.
- 1856 — Френк Баум, американський дитячий письменник, автор серії казок про країну Оз.
- 1857 — Андрій Чайковський, український письменник, громадський діяч, доктор права, адвокат, один з організаторів УСС.
- 1859 — П'єр Кюрі, французький фізик, відкрив радіоактивність, Нобелівський лавреат.
- 1873 — Павло Скоропадський, український державний, політичний і громадський діяч, військовик, Гетьман Української Держави.
- 1895 — Тодось Осьмачка, український письменник, поет, перекладач
- 1914 —
  - Турк Брода, канадський хокеїст українського походження.
  - Тенцинг Норгей, шерпський альпініст, який разом із новозеландським альпіністом Едмундом Гілларі в рамках британської експедиції 1953 року під проводом Джона Ханта вперше в світі підкорили найвищу вершину світу Еверест.
- 1915 — Пол Семюельсон, американський економіст, нобелівський лауреат (1970)
- 1923 — Річард Аведон, американський фотограф
- 1935 — Радна Сахалтуєв, український художник і кінорежисер-мультиплікатор («Легенда про полум'яне серце», «Чарівник Ох» і «Каїнові сльози»)
- 1937 — Мадлен Олбрайт, американський державний діяч, держсекретар США в адміністрації президента Білла Клінтона (перша жінка на цій посаді)
- 1938 — Мірей Дарк, французька акторка, дружина Алена Делона («Високий блондин у чорному черевику», «Повернення високого блондина»)
- 1948 — Браян Іно, колишній учасник Roxy Music, композитор-експериментатор, успішний продюсер,.
- 1953 — Майк Олдфілд, англійський музикант-мульти- інструменталіст.
- 1956 — Мірек Тополанек, прем'єр-міністр Чехії.
- 1965 — Марк Колвілл, бас-гітарист британської групи Tindersticks.
- 1972 — Володимир Козюк, український художник, фотограф, колекціонер, краєзнавець, меценат.

## Померли
Дивись також Категорія:Померли 15 травня
- 1157 — Юрій Долгорукий, руський князь із династії Рюриковичів, син Володимира Мономаха
- 1461 — Доменіко Венеціано, італійський художник раннього Відродження.
- 1634 — Гендрик Аверкамп, нідерландський художник, майстер пейзажу.
- 1733 — Кость Гордієнко, кошовий отаман Запорозької Січі.
- 1734 — Себастьяно Річчі, італійський художник доби бароко. Венеційська школа.
- 1886 — Емілі Дікінсон, американська поетеса.
- 1935 — Казимир Малевич, український художник-авангардист польського походження, один із засновників нових напрямків у мистецтві — супрематизму та кубофутуризму, теоретик мистецтва
- 1969 — Антін Манастирський, український художник-живописець і графік, батько Вітольда Манастирського.
- 1981 — Тарас Бульба-Боровець, український націоналіст голова УПА Поліська січ.
- 2008 — Вілліс Юджин Лемб, американський фізик, лавреат Нобелівської премії 1955 року.